# يوهان فيليب فون شونبورن
يوهان فيليب فون شونبورن (بالألمانية: Johann Philipp von Schönborn)‏ (و. 1605 – 1673 م) هو قسيس ألماني، توفي في فورتسبورغ، عن عمر يناهز 68 عاماً.

## مناصب
تولى منصب Roman Catholic Archbishop of Mainz ‏ (1647–1673)
- أمير ناخب.

## روابط خارجية
- يوهان فيليب فون شونبورن على موقع الموسوعة البريطانية (الإنجليزية)